# Maurice Sarrail
Maurice Paul Emanuel Sarrail, född den 6 april 1856 i Carcassonne, död den 23 mars 1929 i Paris, var en fransk general.
Han gjorde sina lärospån i Algeriet och Tunisien och var vid världskrigets utbrott 1914 divisionsgeneral och befälhavare för 8:e armékåren (med högkvarter i Bourges). Han erhöll då befälet över 6:e kåren (Châlons) och gjorde med denna (22-25 augusti) segt motstånd mot den tyska frammarschen, varpå han enligt order retirerade över Meuse. Den 30 augusti utsågs Sarrail till befälhavare över 3:e armén (3 armékårer och 3 reservdivisioner), vars uppgift var att försvara Verdunområdet. Redan som ung officer uppskattad för sin organisatoriska skicklighet, nedlade han på försvaret av Verdun ett omsorgsfullt och grundligt arbete. Därifrån kallades han hösten 1915 att överta befälet över de i Saloniki landsatta franska trupperna och fick kort därpå högsta ledningen över hela de allierades Salonikiarmé. Efter återtåget från södra Makedonien ned på grekiskt område anordnade Sarrail omfattande befästningsarbeten utanför Saloniki åt landsidan till i väntan på en bulgarisk offensiv, vilken emellertid hela våren 1916 uteblev.
I december 1917 entledigades han från sin post som högste befälhavare över orientarmén och försattes 1918 av inrikespolitiska skäl i disponibilitet. I augusti 1924 återinsattes han i aktiv tjänst och samma år utnämndes han (efter general Maxime Weygand) till överkommissarie och högste befälhavare i Syrien. Härifrån återkallades han dock redan i oktober 1925 på grund av det hänsynslösa sätt han begagnade då han försökte kväva drusernas resning, särskilt då bombardemanget mot de inföddas stadsdel i Damaskus. Han har bland annat skrivit Mon commandement en Orient, 1916-1918